# لاري ديك (لاعب هوكي الجليد)
لاري ديك هو لاعب هوكي الجليد كندي، ولد في 15 ديسمبر 1965 في وينكلر في كندا.

## وصلات خارجية
- لاري ديك على موقع EliteProspects.com (الإنجليزية)
- لاري ديك على موقع HockeyDB.com (الإنجليزية)